# Battaglia della Neva
La battaglia della Neva fu combattuta e vinta il 15 luglio 1240 sulle rive dell'omonimo fiume dalle truppe russe del principe di Novgorod e di Vladimir, Aleksandr Jaroslavič, contro una forza d'invasione svedese. Il motivo di tale attacco da parte degli svedesi è da ricercare nella volontà di prendere il controllo della foce del fiume e della vicina città di Staraja Ladoga: il punto di inizio della Via variago-greca, una fondamentale rotta commerciale fluviale che univa il Mar Baltico con il Mar Nero.

## Comandanti
Gli svedesi erano guidati dal nobile svedese Birger Magnusson, jarl (conte) di Bjälbo. I russi erano comandati dal granduca Aleksandr Jaroslavič, principe di Novgorod e di Vladimir, meglio conosciuto come Aleksandr Nevskij.

## Svolgimento
Gli svedesi avanzavano dalla Finlandia verso sud, per sottomettere i rus' e i finni pagani della regione della Neva e del lago Ladoga, prendendo il controllo di un tratto della rotta commerciale dal mar Baltico al mar Nero, la cosiddetta Via dei Variaghi. Il granduca Aleksandr li attaccò di sorpresa tra il corso della Neva e quello del suo affluente Ižora, approfittando della nebbia per assalire l'accampamento svedese. Nel corso dello scontro Birger fu ferito da Aleksandr, e l'esercito scandinavo sconfitto e disperso.

## Conseguenze
Gli svedesi furono cacciati dalle sponde del Golfo di Finlandia, il granduca Aleksandr ottenne il soprannome onorifico di Nevskij. Sul luogo dove si svolse la battaglia in seguito venne fatto edificare da Pietro il Grande il Monastero di Aleksandr Nevskij